# Castillo de Aldehuela
El castillo de Aldehuela es un castillo rural de finales del siglo XIII situado en la carretera de Jaén a Torredelcampo, a unos 6 km de la primera de ambas ciudades, en la provincia de Jaén, España. Está declarado Bien de Interés Cultural, conforme al decreto de 22 de abril de 1949.

## Descripción
Se trata de un conjunto de restos aquitectónicos, que incluyen un cortijo (en cuyo interior hubo una almazara y bodega de aceites); una torre cuadrada, similar a la del Castillo de la Muña, construida en mampuesto; una mina de agua, de origen musulmán, con más de 50 m de longitud, que ya no son transitables por los derrumbamientos, con sus correspondientes conductos de cerámica, arquetas y lumbreras; una alberca, levantada sobre una anterior medieval, y restos de un molino; y restos de varios muros, uno de ello de tierra apisonada, y los dos restantes, de tapial, que formaban parte, presumiblemente, del cierre original del castillo.
La torre mide 8,70 m de lado y 12 m de altura, con dos aposentos interiores, el primero con bóveda original. Se ha fechado en la segunda mitad del siglo XIII.

El conjunto de Aldehuela demuestra la continuidad existente entre las almunias fortificadas musulmanas y los castillos rurales cristianos.

## Historia

### Época romana
En los alrededores del cortijo se hallaron materiales de época romana bajoimperial en una amplia extensión de terreno, entre ellos el muro de un aljibe, sin embargo muy afectados por la erosión y la roturación de las tierras para el cultivo de olivar.

### Época visigoda
De época visigoda no se hallaron materiales en superficie, no obstante todo indica que tuvo continuidad en la ocupación durante esta época.

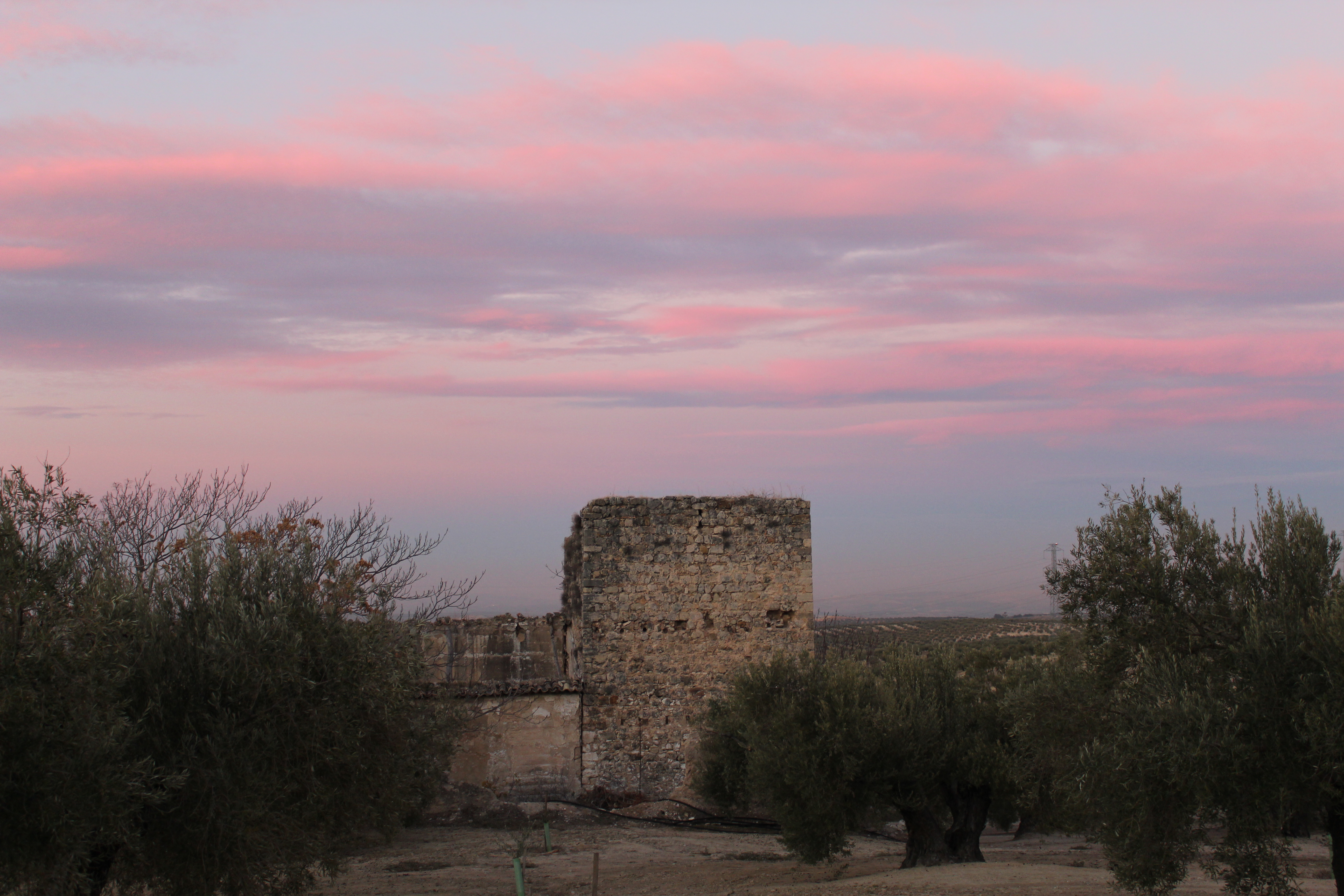
Atardecer sobre el Castillo de la Aldehuela.

### Época emiral
Del periodo emiral se hallaron materiales en una zona reducida del cerro, sin llegarse a encontrar restos de edificación. Sin embargo, la gran estructura hidráulica presente en la zona, reutilizada hasta nuestros días y consistente en un qanât, acequia excavada en la roca que conduce el agua del manantial a una alberca, podría datarse de esta época.

### SiglosXaXIII
Parece ser que en los siglos X y XI la zona estuvo completamente deshabitada, hasta el siglo XII, en el que se vuelve a reocupar una zona extensa y quizá se construya alguna estructura defensiva, que va a ser a finales del siglo XIII transformada por los cristianos en la torre del homenaje actual, construida en mampostería irregular y sillarejo en las esquinas.

### SiglosXIV,XVy XVI
Al no contar con dehesa boyal propia en los siglos XIV y XV, se descarta que en la zona se cultivara el cereal, sino que, aprovechando el manantial y el gran sistema hidráulico emiral, predominarían las huertas y el cultivo de árboles. A finales del siglo XV parece ser que la población de la Aldehuela no era muy numerosa, al carecer de parroquia propia. La Torre de la Aldehuela pertenecía al Concejo de Jaén y serviría durante estos siglos bajomedievales como refugio para los campesinos de las zonas cercanas. La estratégica posición de la torre, controlando el camino de Jaén a Torredelcampo, le otorgaba una gran importancia. Dando prueba de ello, aparece citada en un pasaje del Sumario de Prohezas y casos de guerra, de Juan Arquellada, en el que se trata de acordar una tregua entre el Condestable Iranzo y los defensores del derecho al trono del infante don Alfonso.

... y pusiéronse ençima del çerro de la Torre de Aldigüela mirando los caminos que venían de la çiudad de Jaén...

### Siglos XVII hasta nuestros días
La presencia del cortijo anejo, aprovechando la torre, indica que la zona ha sido ocupada en los siglos anteriores, como así lo acreditaba la presencia de una almazara y bodega de aceite de oliva en el interior del mismo. Hoy día todo el conjunto se encuentra abandonado, estando las techumbres de la casa de labor adjunta ya derrumbadas.